# 杜曉
杜曉（?—?），字明遠。唐朝末年與五代十國後梁官员。
祖父杜審權與父杜讓能皆為唐代宰相。天祐元年（904年）杜曉以左拾遗入为翰林学士，迁升为膳部郎中。天祐二年（905年）十二月，敕膳部员外知制诰杜晓等随册礼使柳璨封宣武军节度使朱全忠为魏王。
天祐四年（907年）朱全忠篡唐後，拜中书舍人，是唐朝翰林学士入仕後梁第一人，官工部侍郎。开平四年（909年）秋，拜同中书门下平章事。

## 歷史評價
歐陽修在《新五代史》中將杜曉列入《唐六臣傳》，有譏諷的意味。又言杜讓能被殺後，杜曉居丧哀毁，服除，“布衣幅巾，自废十余年”。
吳縝《五代史纂誤》則譏諷《新五代史·杜曉傳》“幅巾自廢不當云十餘年”。

## 延伸阅读
[在维基数据编辑]
 在维基文库阅读此作者作品
 《舊五代史·卷18》，出自薛居正《舊五代史》